# Heinz Tietjen
Heinz Tietjen (24 de junio de 1881, Tánger, Marruecos - 30 de noviembre de 1967, Baden-Baden, Alemania) fue un director de orquesta y director de teatros líricos de Alemania.

## Biografía
Discípulo de Arthur Nikisch. A los veintitrés años, ganó el puesto de productor en el teatro de ópera de Tréveris y fue nombrado su director en 1907, manteniendo ambas responsabilidades hasta 1922. Al mismo tiempo, fue director de la ópera de Saarbrücken y Breslau (ahora Breslavia, Polonia) entre 1919 y 1922.
Tietjen fue el director de la Ópera Alemana de Berlín entre 1925 y 1927, y después director del Teatro Estatal de Prusia. En 1932 Hermann Göring lo mantuvo como director del teatro. Su vínculo con el régimen nazi es aún discutido, pero sus relaciones profesionales con figuras del régimen es incontestable.
Entre 1931 y 1944, fue el principal director en el Festival de Bayreuth bajo la dirección entonces de Winifred Wagner, viuda del hijo de Richard Wagner, con la que se rumoreó que mantuvo una relación personal. En el festival dirigió Die Meistersinger von Nürnberg: 1933–34, Der Ring des Nibelungen: 1934, 1936, 1938–39, 1941 y Lohengrin: 1936–37, 1959.
En 1947 fue sometido al proceso de desnazificación y etiquetado de oportunista aunque inocente de cargos mayores. En 1948 volvió a ostentar el puesto de director de la Ópera Alemana de Berlín, cargo que mantuvo hasta 1955, en que fue nombrado mánager y director artístico de la nueva Ópera del Estado de Hamburgo, posición que ocupó hasta 1959. Ese año regresó al Festival de Bayreuth, donde dirigió Lohengrin.
Heinz Tietjen murió en 1967 en Baden-Baden. En 1953 había sido condecorado con la Orden del Mérito de la República Federal de Alemania y en 1955 fue nombrado miembro de la Academia de las Artes de Berlín.
Su viuda Liselot dio una entrevista sobre su pasado político en 2009.